# Smeeton Westerby
Smeeton Westerby er en landsby, der ligger omkring 14,5 km sydøst for Leicester i det engelske county Leicestershire. Den ligger tæt på Saddington, Kibworth og Fleckney og omkring 500 m nord for Grand union canal. Fra Smeeton Westerby er der omkring 11 km til den nærmeste togstation, som ligger i Market Harborough.
Smeeton Westerby havde en befolkning på 357 ved folketælling i 2001. Ifølge samme folketælling var 281 ud af de 357 (78,7%) kristne, hvilket er over det nationale gennemsnit på 59,3% (ca. 33,2 mio personer). 44 personer (12,3%) angav at de ikke tilhørte nogen religion.